# Память, что зовётся империей
«Память, что зовётся империей» (англ. A Memory Called Empire) — научно-фантастический роман 2019 года, дебютный роман Аркади Мартина. В нём рассказывается о Махит Дзмаре, после станции Лсел в Империи Тейкскалаан, которая расследует смерть своего предшественника и нестабильность, лежащую в основе этого общества. Книга получила премию Хьюго 2020 года как лучший роман.

## Сюжет
Посол Махит Дзмаре отправляется со станции Лсел, независимой республики, чтобы стать следующим послом в Империи Тейкскалаан. Она носит копию сознания Искандера Агавна, предыдущего посла, в имаго-машине, имплантированной ей в череп. Поскольку Искандер не смог вернуться в Лсел до своей смерти, его воспоминания устарели на пятнадцать лет.
На Тейкскалаан Махит встречает Три Саргасс и Двенадцать Азалия. Махит понимает, что её имаго подверглось саботажу, и теряет возможность получить доступ к воспоминаниям Искандера. Махит спасает от покушения Девятнадцатый Тесло, близкий советник Императора. Император Шесть Путь пожил и близок к смерти, что приводит к кризису преемственности. Империя объявляет о плане аннексии Лселя.
Махит извлекает имаго-машину из трупа Искандера, получая доступ к его актуальным воспоминаниям. Махит узнаёт, что Искандер обещал Императору имаго-машину; Искандер был убит советником, который считал, что ни один император не должен быть бессмертным. Махит также узнает о надвигающемся вторжении инопланетян. Она убеждает Императора, что это вторжение представляет угрозу для Империи; он отменяет аннексию Лселя, чтобы сосредоточиться на этой новой угрозе. Двенадцать Азалия и сотни других Тейкскалаанцев убиты, поскольку гражданские беспорядки нарастают, а различные генералы стремятся претендовать на трон. Император совершает ритуальное самоубийство, чтобы подавить кризис престолонаследия, и Девятнадцатый Тесло восходит на трон в качестве регента клона Шесть Путь. Махит просит вернуть её обратно на Лсел.

## Основные темы
В статье в газете The New York Times Амаль эль-Мохтар отметила, что роман исследует пересечение прошлого и будущего, рассматривает язык, грамматику и обычаи как явления, тесно связанные с политикой завоеваний и широкой культурной динамикой.
Издание The Verge отметило, что в книге поднимаются вопросы институциональной памяти, которая направляет общество и формирует политику. Также анализируются идеи завоевания и колониализации через противопоставление мировоззрений экспансионистской империи Тейкскалаан и стремящихся к независимости сторонников Лсела.
Сайт Tor.com подчеркнул, что главную героиню Махит в Тейкскалаане воспринимают как «варвара».
Автор романа, византинист по образованию, в интервью указывала на влияние ряда исторических империй, включая Византийскую, Ацтекскую, а также государств Центральной Азии и американского империализма. Она также отметила особое влияние средневековой армянской истории, в частности, судьбы Армянского царства Ани, находившегося в XI веке между независимостью и давлением со стороны Византии. Получив степень магистра по классическим армянским исследованиям в Оксфордском университете, Мартин включила в роман темы культурной идентичности и противостояния имперской ассимиляции.
Примечательно, что название станции Лсель (Lsel), откуда родом главная героиня, может также интерпретироваться как отсылка к армянскому глаголу «լսել» (лсел) — «слушать», «внимать». Эта связь особенно значима в контексте центральной темы романа — сохранения культурной памяти. Подобная игра слов может быть осознанной — учитывая профессиональный интерес автора к армянской культуре и языку. В интервью с армянским литературным журналом Granish.org Мартин посвятила книгу «всем, кто когда-либо любил культуру, поглощающею свою собственную. И Григор III Пахлавуни и Петрос I Гетадарц, через века.»

## Приём
«Память, что зовётся империей» получила премию Хьюго в 2020 году за лучший роман и премию Комптона Крука в 2020 году и стала финалистом премии «Небьюла» за лучший роман 2019 года.
Publishers Weekly дало роману рецензию, назвав его «великолепно созданной космической оперой» и высоко оценив его построение мира и предысторию. Kirkus Reviews заявили, что роман представляет собой «уверенное начало», и положительно сравнили его с произведениями Энн Леки и Юн Ха Ли. The New York Times оценила его как «завораживающий дебют, острый как нож». The Verge описал его как «отличный, захватывающий роман с оживленным сюжетом, выдающимися персонажами и множеством вещей, о которых можно поразмышлять ещё долго после его окончания». Tor.com назвал это «потрясающим дебютом», высоко оценив его построение мира, характеристики и тонкость.

## Продолжение
Продолжение «Пустошь, что зовётся миром», было опубликовано в марте 2021 года. Действие происходит через несколько месяцев после событий романа «Память, что зовётся империей». Действие происходит частично на «Жемчужине мира», но также на станции Лсел и в основном на военных кораблях Граница вселенной Тейшкалаан. Махит и Три Саргасс отправляются туда, чтобы вести переговоры с неизвестным видом. Как и первая книга, «Пустошь, что зовётся миром», получила премию Хьюго как лучший роман.

## Внешние ссылки
- What’s in a Teixcalaanli Name?, on Tor.com